# Жоанні Рошетт

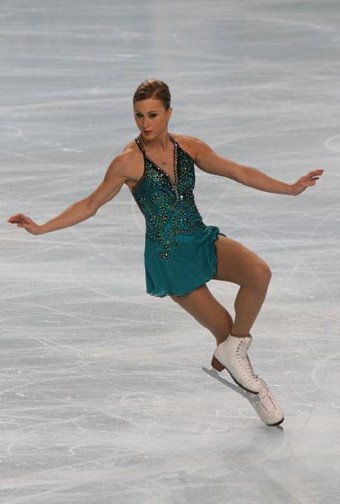
Джоанні Рошетт на етапі Гран-Прі Trophée Eric Bompard 2008 року

Жоанні́ Роше́тт (фр. Joannie Rochette; *13 січня 1986, Монреаль, Канада) — канадська фігуристка, що виступає у жіночому одиночному фігурному катанні. П'ятиразова чемпіонка Канади (поспіль 2005—2009 роки), срібна призерка Чемпіонату світу з фігурного катання 2009 року, бронзова призерка зимових Олімпійських ігор 2010, призерка Чемпіонатів Чотирьох  континентів з фігурного катання (бронза 2007 року, срібло 2008 і 2009 років).
Жоанні Рошетт є єдиною фігуристкою, яка вигравала національну першість Канади у всіх вікових категоріях (серед дітей, на юніорському і дорослому рівні).

## Спортивні досягнення

### після 2004 року
| Змагання/Сезон                               | 2004-2005 | 2005-2006 | 2006-2007 | 2007-2008 | 2008-2009 | 2009-2010 |
| -------------------------------------------- | --------- | --------- | --------- | --------- | --------- | --------- |
| Зимові Олімпійські ігри                      |           | 5         |           |           |           | 3         |
| Чемпіонати світу з фігурного катання         | 11        | 7         | 10        | 5         | 2         |           |
| Чемпіонати 4 континентів з фігурного катання |           |           | 3         | 2         | 2         |           |
| Чемпіонати Канади з фігурного катання        | 1         | 1         | 1         | 1         | 1         | 1         |
| Фінал Гран-прі з фігурного катання           | 3         |           |           |           | 4         | 5         |
| Етапи Гран-прі:Trophee Eric Bompard          | 1         | 4         | 4         |           | 1         |           |
| Етапи Гран-прі:Skate Canada                  |           | 2         | 1         | 3         | 1         | 1         |
| Етапи Гран-прі:Cup of China                  | 3         |           |           |           |           | 3         |
| Етапи Гран-прі:Cup of Russia                 |           |           |           | 3         |           |           |

### до 2004 року
| Змагання/Сезон                                     | 1999-2000 | 2000-2001 | 2001-2002 | 2002-2003 | 2003-2004 |
| -------------------------------------------------- | --------- | --------- | --------- | --------- | --------- |
| Чемпіонати світу з фігурного катання               |           |           |           | 17        | 8         |
| Чемпіонати 4 континентів з фігурного катання       |           |           | 9         | 8         | 4         |
| Чемпіонати світу з фігурного катання серед юніорів |           | 8         | 5         |           |           |
| Чемпіонати Канади з фігурного катання              | 1N.       | 1J.       | 3         | 2         | 2         |
| Етапи Гран-прі:Skate Canada                        |           |           |           |           | 10        |
| Етапи Гран-прі:Cup of Russia                       |           |           |           |           | 4         |
| Етапи юніорського Гран-прі, Італія                 |           |           | 3         |           |           |
| Етапи юніорського Гран-прі, Польща                 |           |           | 5         |           |           |
| Етапи юніорського Гран-прі, Мексика                |           | 4         |           |           |           |
| Етапи юніорського Гран-прі, Франція                |           | 5         |           |           |           |
| Bofrost Cup on Ice                                 |           |           |           |           | 1         |

- N = дитячий рівень,  J = юніорський рівень